# Koziński
Koziński v. Zagłoba, Zdan, Kojleńczyk (Koileńczyk) – własny

## Opis herbu
Na tarczy czwórdzielnej w polach czerwonych następujące herby: w I-Zdan, w II-Pietyrog, w III-Gozdawa, w IV-Korczak

## Najwcześniejsze wzmianki
(wzmianka o herbie występuje w herbarzu Bartosza Paprockiego)

## Herbowni
Koziński, Kosiński